# 提契诺河畔博法洛拉
提契诺河畔博法洛拉（義大利語：Boffalora sopra Ticino）是意大利米兰省的一个市镇。总面积7.52平方公里，人口4258人，人口密度566.2人/平方公里（2009年）。国家统计（ISTAT）代码为015026。